# Djurdijs ibn Bachtischu
Djurdijs ibn Bachtischu, även stavat  Jurjis ibn Bukhtishu, död 771, var en iransk-assyrisk läkare verksam vid det sasanidiska hovet i Iran och föreståndare för Gundishapurakademin. Han var farfar till Djibrail ibn Bachtischu.
Då abbasidkalifen Al-Mansur i Bagdad gick att förverkliga sin plan att införa grekisk bildning i riket genom att låta översätta till arabiska all tillgänglig grekisk litteratur, fanns sedan länge inom rikets gränser en fristad för iransk, indisk och grekisk medicin i Gundishapurakademin i Iran. Skolans föreståndare vid denna tid var Djurdijs ibn Bachtischu. Han fick på sin lott den medicinska litteraturen och översatte sannolikt själv alla då kända skrifter av Hippokrates. Denna översättning inarbetades senare i den så kallade Continens, en stor medicinsk encyklopedi, utgiven av Razi. 